# Bio Linéaires
 (février 2016).
Bio Linéaires est un bimensuel professionnel français traitant de la distribution des points de vente bio et diététiques.

## Historique
Le magazine Bio Linéaires est la continuité du titre Agriculture et Vie, créé en 1964 par Raoul Lemaire. Lorsque le cahier des charges de l’agriculture biologique fut reconnu officiellement en 1987, le titre évolua et devint Du sol à la table. Le lectorat de ce dernier était constitué par tous les acteurs de la filière bio, c’est-à-dire aussi bien les producteurs que les consommateurs. 

En 2004, une base de données sur les magasins bio est créée pour assurer la diffusion du magazine. 
En septembre 2005, le premier numéro de Bio Linéaires fut lancé officiellement à l’occasion du salon Natexpo de Paris, avec la volonté de recentrer sa cible sur les professionnels et surtout sur la distribution spécialisée. 
Depuis janvier 2007, cette diffusion est élargie à la Belgique et à la Suisse francophone. La ligne éditoriale de la revue impose qu'aucune marque ni entreprise ne soient citée dans les dossiers et rubriques.

## Ligne éditoriale
Il parait tous les deux mois, avec une pagination moyenne de 128 pages selon l’actualité. Son lectorat est constitué pour moitié par les magasins bio et pour moitié par les entreprises de fabrication ou de distribution.
Son contenu rédactionnel est représentatif de l’assortiment de la distribution spécialisée, soit un rapport de 60 % d’alimentaire et 40 % de non-alimentaire. L’implication des fondateurs dans le domaine professionnel de la bio permet de mieux cerner les sujets à aborder. Ainsi, Antoine Lemaire, le Directeur de la Rédaction du magazine, est depuis plus de 10 ans formateur au Syndicat national de la distribution bio et définit les axes rédactionnels du magazine. 

## Partenariats
Bio Linéaires est un partenaire média de nombreuses manifestations professionnelles, comme Natexpo ou encore le congrès eco experts, les conventions régionales CASD, Millésimes Bio - le salon mondial du vin bio, le concours national de création agroalimentaire biologique ainsi que de nombreuses manifestations professionnelles d’importance nationale ou régionale, et même internationale, au travers du relationnel développé avec le salon BioFach/Vivaness de Nuremberg.

## voir aussi